# Rio Hanciu Mic
O Rio Hanciu Mic é um rio da Romênia, afluente do Tişiţa Mare, localizado no distrito de Vrancea.